# Agustín Díaz Yanes
Pour les articles homonymes, voir Diaz et Yanes.
Agustín Díaz Yanes, né le 9 septembre 1950 à Madrid, est un réalisateur et scénariste espagnol.

## Biographie
Fils de torero, Agustín Díaz Yanes est diplômé de l'université complutense dans les années 1970. Il est un jeune cinéaste reconnu de la Transition démocratique. Il devient célèbre au niveau international pour la réalisation du film Personne ne parlera de nous quand nous serons mortes avec Victoria Abril.
En 2001, toujours avec Victoria Abril et avec Penélope Cruz, il tourne un autre succès international : Sans nouvelles de Dieu. Le film est nommé pour onze Goyas.
En 2006 sort Capitaine Alatriste, inspiré de l'œuvre d'Arturo Pérez-Reverte, avec l'acteur danois Viggo Mortensen.
Agustín Díaz Yanes dirige ensuite, en 2008, le film Venganza, avec Victoria Abril (dans la rôle de Gloria Duque), Ariadna Gil, Diego Luna, Pilar López de Ayala et Elena Anaya.
En 2017, sort son film Oro, la cité perdue. avec Raúl Arévalo et José Coronado.
En 2025, il réalise pour Netflix Un fantôme dans la bataille, produit par Juan Antonio Bayona, Belén Atienza et Sandra Hermida, avec l'actrice basque Susana Abaitua.

## Filmographie

### En tant que réalisateur
- 1995 : Personne ne parlera de nous quand nous serons mortes (Nadie hablará de nosotras cuando hayamos muerto)
- 2001 : Sans nouvelles de Dieu (Sin noticias de Dios)
- 2006 : Capitaine Alatriste (Alatriste)
- 2008 : Venganza (Sólo quiero caminar)
- 2017 : Oro, la cité perdue (Oro)[8]
- 2025 : Un fantôme dans la bataille (Un fantasma en la batalla)

### En tant que scénariste
- 1988 : Baton Rouge de Rafael Moleón
- 1990 : Seule avec toi (A solas contigo)
- 1992 : Demasiado corazón
- 1995 : Personne ne parlera de nous quand nous serons mortes (Nadie hablará de nosotras cuando hayamos muerto)
- 1995 : Belmonte
- 1997 : Al límite
- 2001 : Sans nouvelles de Dieu (Sin noticias de Dios)
- 2006 : Capitaine Alatriste (Alatriste)
- 2008 : Venganza (Sólo quiero caminar)
- 2025 : Un fantôme dans la bataille (Un fantasma en la batalla)[9]